# Cerro San Francisco (Chile)
El Cerro San Francisco mide unos 4940 metros de altura, se ubica en la Región Metropolitana, en Chile, para ser más exacto en el Cajón del Maipo.

## Características
Es unos de los más accesibles de la Región, muchos montañistas lo denominan como "Una ascensión de fin de semana", su vista desde el suelo a la cumbre es impresionante, con su gran cantidad de nieve en la cima.

## Primera Ascensión
La primera ascensión fue iniciada en 1931 por Albrecht Maass. La ruta seguida en la primera ascensión fue la actual ruta.
Sin embargo, la difícil y peligrosa pared sur de esta montaña fue conquistada recién el 9 de diciembre de 1945.